# Borraco (torrente)
Il torrente Borraco, o Boraco (Burràcu in salentino), è un torrente sito in Puglia, nella provincia di Taranto nel comune di Manduria. lungo la litoranea che conduce da San Pietro in Bevagna (da cui dista 1 km) a Monaco Mirante (da cui dista 2 km) e a Campomarino di Maruggio (da cui dista 5 km).
Il torrente è lungo 0,8 km e si trova sulla strada Litoranea Salentina occidentale vicino alla frazione manduriana di San Pietro in Bevagna, accanto alla Torre Borraco, costruita nel '500 in territorio di Manduria (all'epoca denominata Casalnuovo) e, più precisamente, nel suffeudo "Comunale" detto pure "Concordato" (v. Catasto Onciario di Manduria del 1756, l'Atlante Sallentino di Giuseppe Pacelli, anno 1803 e, ancora, A.S,Na., Attuari Diversi, fs.205, inc.1: Atti di offerta di F.S. Frammarino per la compra del feudo allodiale di Manduria, già Casalnuovo, "Apprezzo del feudo" redatto dall'ing. F.Viti del 22 febbraio 1804, cc .43v.-59r.).

## Idronimo
L'idronimo Borraco potrebbe derivare dal termine di lingua locale ora (voraggine), da cui il termine Ura e Uraco, antichi idronimi con cui si identificava il torrente. Dallo stesso antico idronimo potrebbe derivare anche il nome della vicina Masseria Scorcura, che potrebbe significare secondo le teorie dello studioso Rosario Giuseppe Coco "luogo dove scorre o si scorge Ura", ossia Borraco.

## Origine, corso e foce del torrente

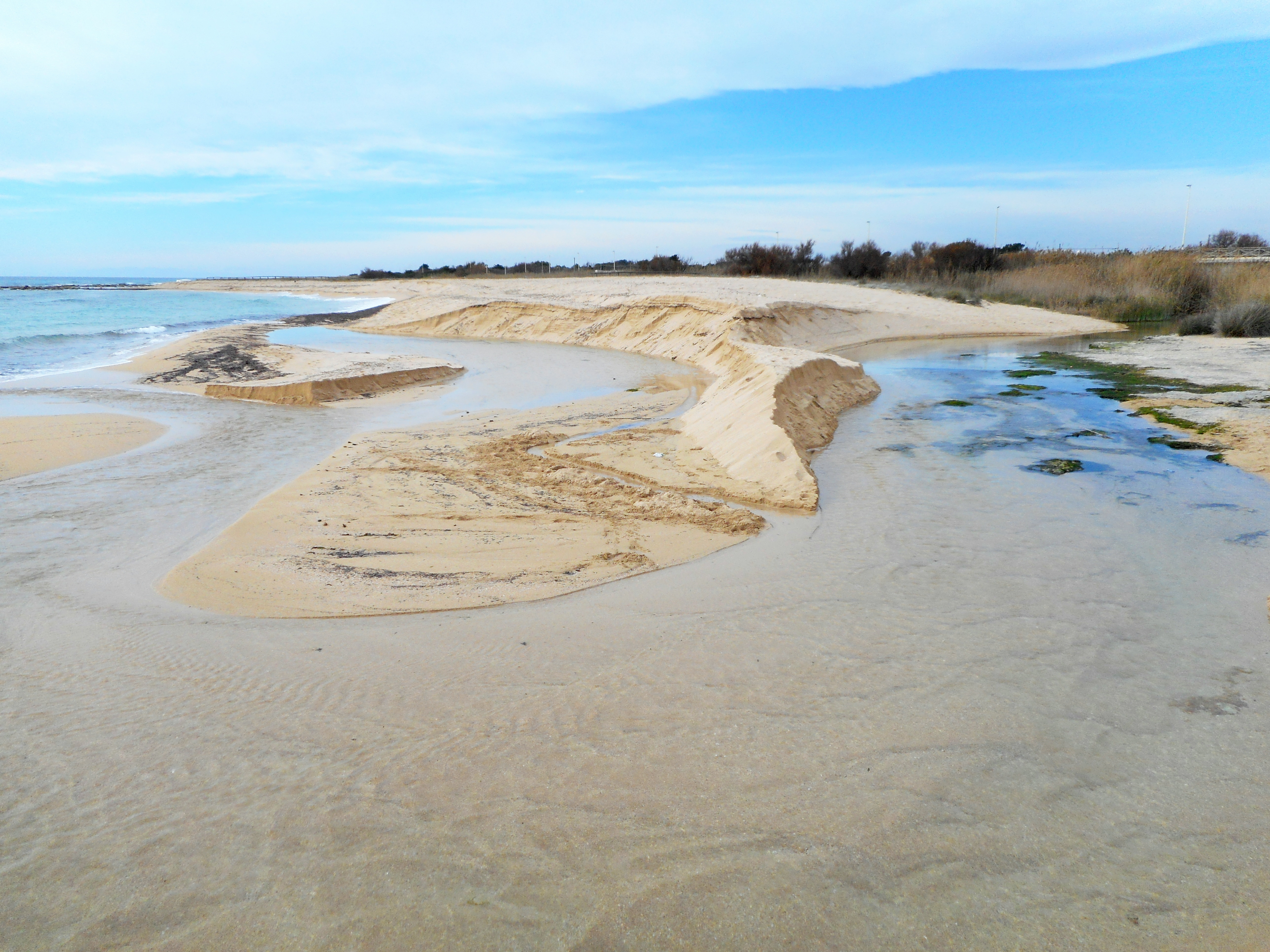
La foce del torrente Borraco

Il torrente nasce da due fonti distinte alimentate da risorgive ubicate in una fertile pianura precostiera quasi al livello del mare: la sorgente di levante che si trova a una distanza di 0,8 km dal mare, e quella di ponente distante 0,6 km dal mare. Le sorgenti danno il nome alla contrada in cui si trovano che prende il nome di Bocche di Borraco.
I rigagnoli che sorgono da queste sorgenti confluiscono poi in un unico fiume a circa 300 metri di distanza dal mare. Tale fiume sfocia poi nel mar Jonio con una foce molto variabile, estuaria o deltizia, in base alle mareggiate che modellano l'assetto della spiaggia dove esso sfocia.
La particolarità della doppia sorgente fa sì che il torrente assuma la forma di una Y.
Nei tempi antichi il fiume era più lungo di quello attuale, presentando una lunghezza di 2 km e avendo la sua origine presso l'attuale Strada Provinciale 141, nei pressi della quale è ancora visibile il canale eroso dalle acque in passato, culminante proprio presso le attuali sorgenti.

## Regime
La portata del torrente Borraco è limitata, ma piuttosto costante e regolare. Anche nei periodi di siccità, il fiume mantiene costante la portata acquea. Nei periodi di piogge intense esso può invece ingrossarsi fino a straripare ed esondare verso le campagne circostanti.

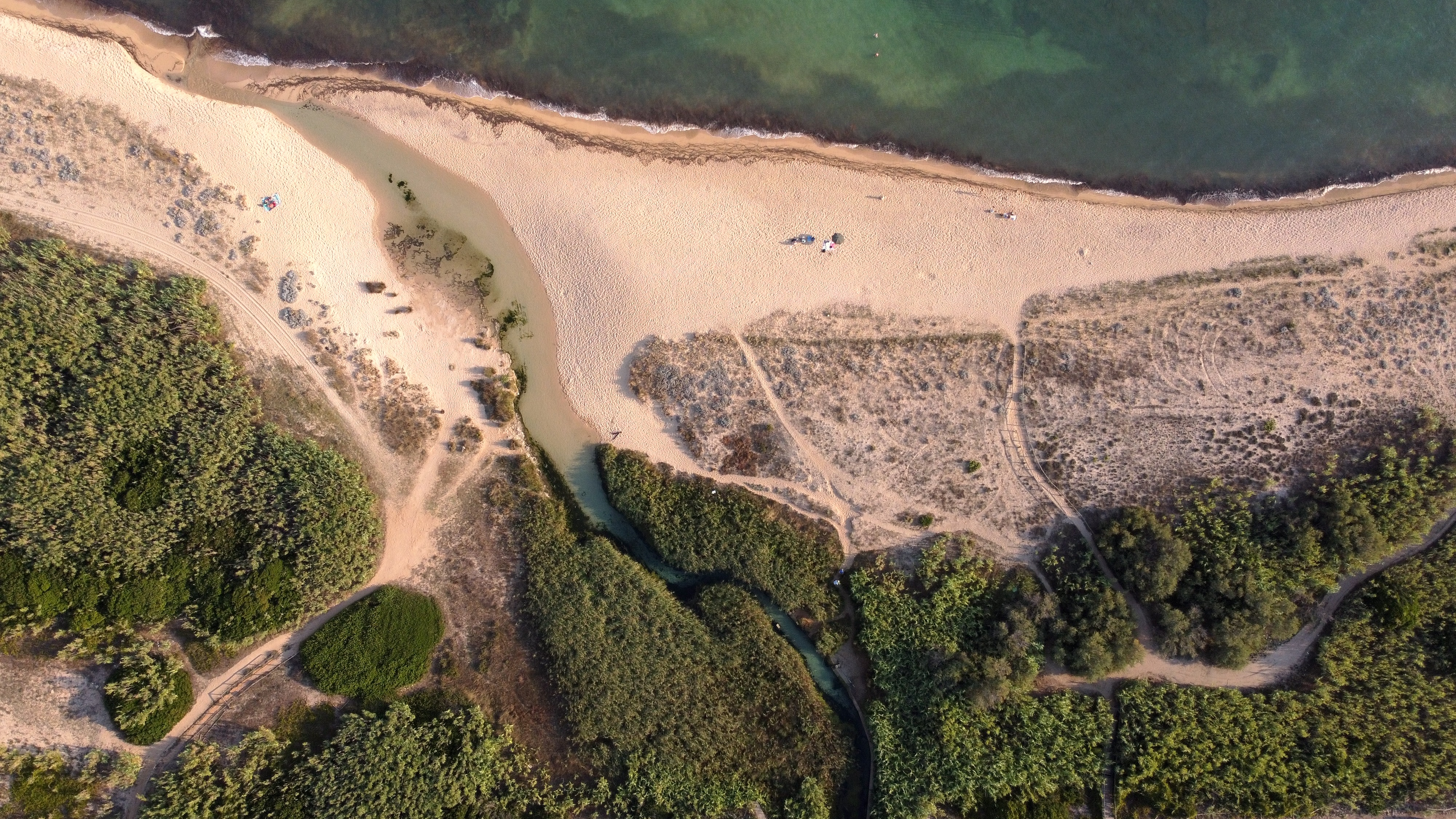
Fiume Borraco dall'alto ripresa drone

[[
|miniatura|Fiume Borraco dall'alto ripresa drone]]